# Seyssel (Weinbaugebiet)

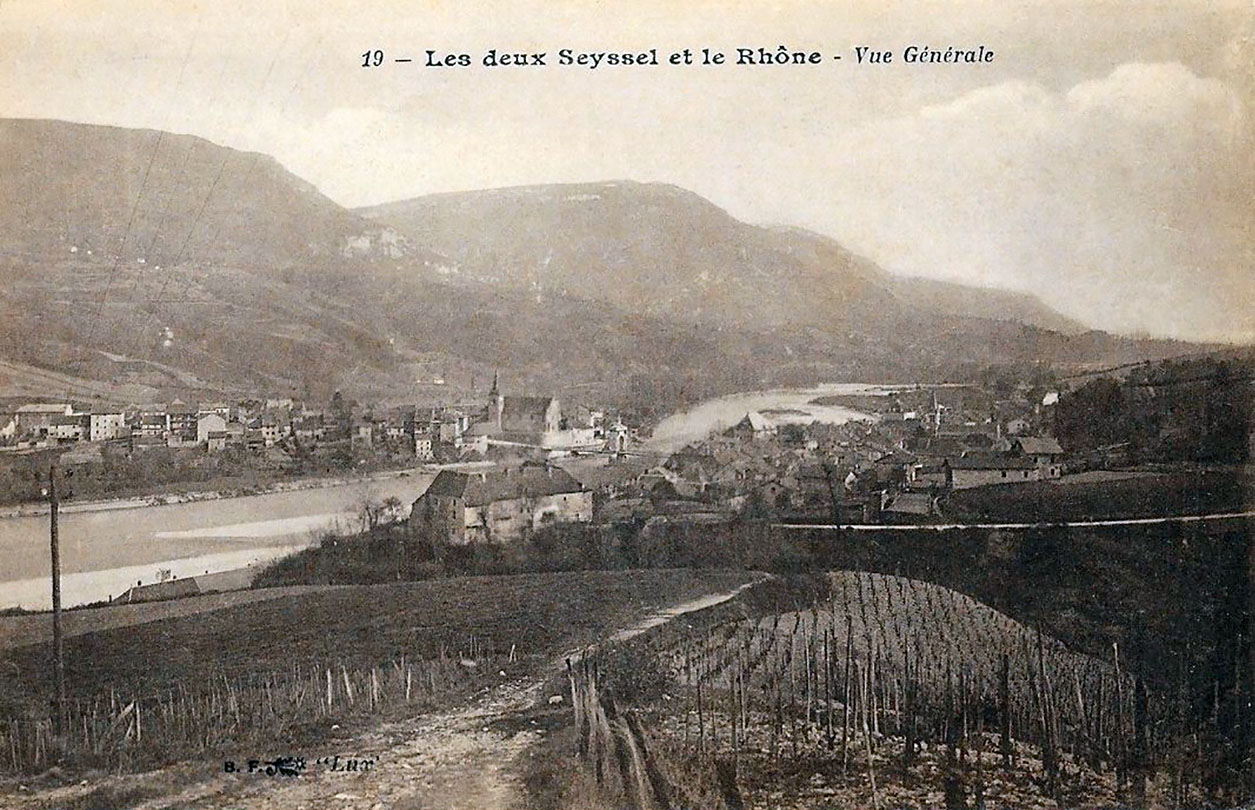
Weinberge nahe Seyssel zu Beginn des 20. Jahrhunderts

Seyssel ist ein AOC-Anbaugebiet, das zu 5 % Anteil des Weinbaugebiets Savoien ist. Namengebend ist die Zwillingsstadt Seyssel (Ain) und Seyssel (Haute-Savoie), die beidseits der Rhône liegt. Auch das Weinanbaugebiet liegt – etwa zu gleichen Teilen – auf beiden Seiten des Flusses. Im Westen, also im Département Ain gehören die Gemeinden Orbognoux, Puthier, Siland, Drongines, Eillaux, Corbonod, Giniez, Fontaine, Seissel und Charbonnière zur Weinregion, im Osten sind es die Gemeinden Cologny, Chavagny, Vallod, Méral, Pologny, Seyssel, Les Côtes, Charagny, Prairod und Vens im Département Haute-Savoie (jeweils von Nord nach Süd). Den Status als AOC-Gebiet erhielt Seyssel am 11. Februar 1942. Die Jahresproduktion liegt bei etwa 2500 hl.

## Geschichte
Dokumente aus dem frühen 19. Jahrhundert zeigen, dass damals bereits Schaumweine hergestellt worden sind. 1927 bilden die Hersteller von Seyssel und Corbonod eine Vereinigung zur Abgrenzung ihrer Weinberge, um sich gemeinsam rechtlich und gerichtlich besser schützen zu können. Seit dem  24. September 2011 wurde per Dekret die Sorte Molette offiziell vom Rat des INAO als trockener Weißwein anerkannt.

## Kultivierung
Die Weine der AOC Seyssel wachsen in einer Höhe von 250 bis 550 m Höhe. Der Untergrund besteht überwiegend aus Erosionsmelasse, die die Alpentäler im Tertiär gefüllt haben. Dies sind vor allem Sandstein- und Kalkstein-Mergel sowie Ton-Kalkstein-Gemisch. Die einzelnen Weinlagen sind daher recht differenziert.

## An- und Ausbau
Die Entsaftung der Beeren wird schonend ohne viel Druck durchgeführt. Die Gärung erfolgt ohne harte Bestandteile wie Schalen und Stiele nur auf der Hefe innerhalb von acht bis 30 Tagen bei kontrollierter Temperatur von 18°–20°C. Die Schaumweine in Seyssel der "traditionellen Methode", also mit ausschließlicher Verwendung eigener Kohlensäure, werden seit 1901 produziert.
Im Anbau stehen Roussette-Trauben, die hier Altesse genannt werden und aus denen weiße Still- und Schaumweine (im Verhältnis 1 : 1,6: S. 188) gewonnen werden. Die strengen Ertragsbeschränkungen von 32 hl/ha – für Cru-Weine sogar 30 hl/ha: S. 191 – wurden nach 1959 auf 53 hl/ha angehoben, da die gewünschte Qualitätssteigerung dadurch nicht erreicht werden konnte.
Während für Stillweine ausschließlich die Altesse-Traube vorbehalten ist, ist für Schaumweine zusätzlich auch Chasselas und Molette erlaubt.